# Bahnhof Ottweiler (Saar)

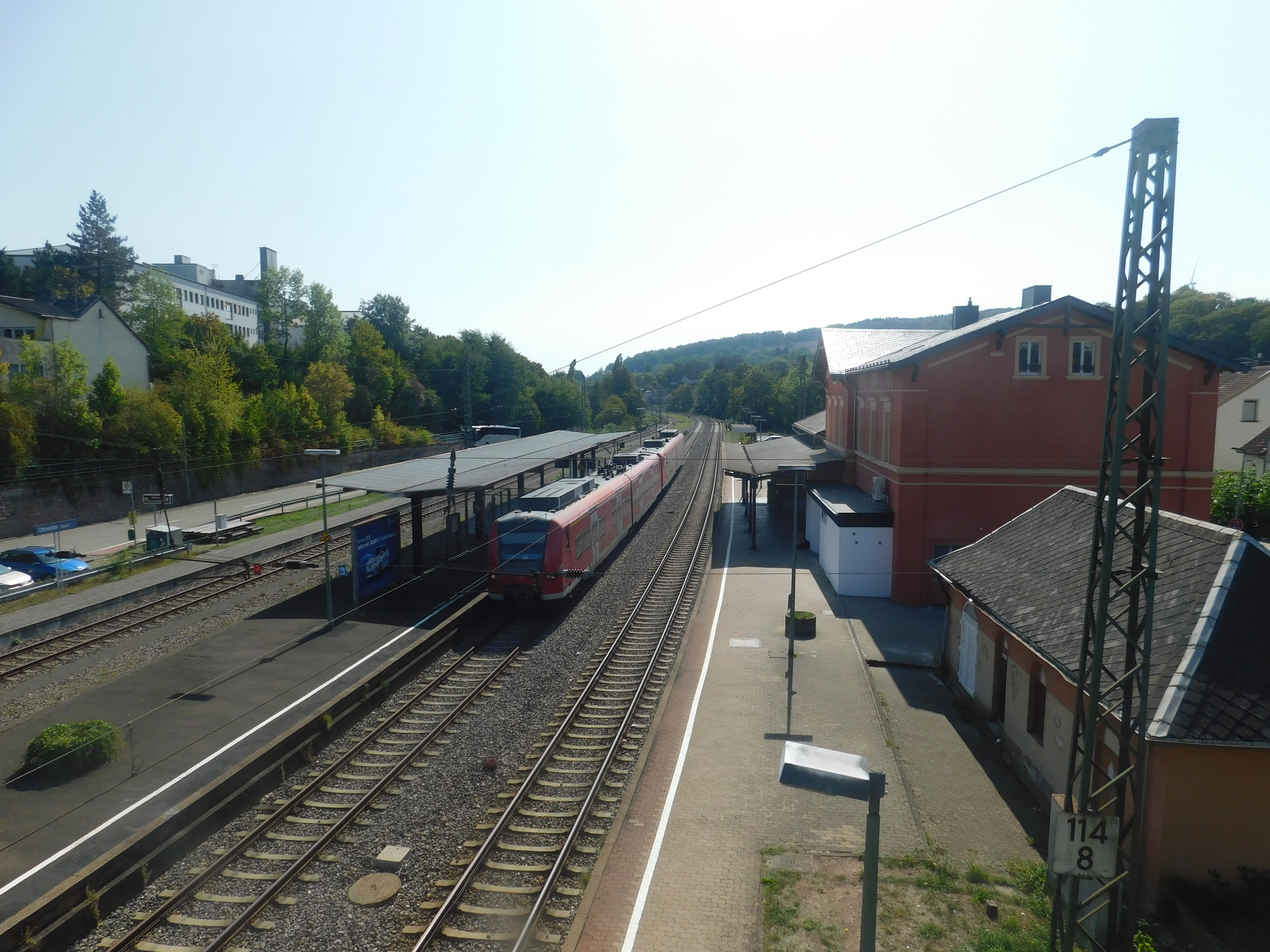
Bahnhof Ottweiler 2020

Der Bahnhof Ottweiler (Saar) liegt zentral in der saarländischen Stadt Ottweiler an der 1860 eröffneten Nahetalbahn. Seit 1937 zweigt in Ottweiler die Bahnstrecke Ottweiler–Schwarzerden (Ostertalbahn) ab, auf der heute u. a. eine Museumsbahn einen touristischen Sonderverkehr durchführt.

## Empfangsgebäude
Im Jahr 1859 wurde ein Fachwerkbau als provisorisches Empfangsgebäude errichtet. Auf Grund finanzieller Schwierigkeiten der Rhein-Nahe-Bahn blieb das Gebäude jedoch bis 1877 in Betrieb. Das 1877 erbaute Bahnhofsgebäude ist eines der ältesten im Saarland und steht unter Denkmalschutz. Der zweigeschossige, verputzte, traufständige Bau mit schiefergedecktem Satteldach befindet sich westlich der Gleisanlagen. Die Arkaden sind im Rundbogenstil gearbeitet.
Die Deutsche Bahn gab das Empfangsgebäude 1995 auf. Von 1996 bis 2001 wurde das Gebäude von einer Juniorfirma geführt und galt als Vorzeigeobjekt der Deutschen Bahn. Von 2001 bis 2003 übernahm die Firma Entrada den Fahrkartenbetrieb und führte das Fahrkartengeschäft als Arbeitsbeschaffungsmaßnahme weiter. Die Deutsche Bahn kündigte den Vertrag jedoch im März 2003 auf Grund von Abrechnungsproblemen, und alle Mitarbeiter wurden über Nacht entlassen. 2004 sprang dann der ASB ein und führte den Betrieb als Beschäftigungsmodell weiter.
2012 wurde das Empfangsgebäude an die Stadt Ottweiler verkauft. Die künftige Verwendung war 2012 noch umstritten. Inzwischen ist nach einer Renovierung die Stadtbücherei Ottweiler dort untergebracht. 

## Bedeutung
Ab 1934 wurde die Ostertalbahn eingerichtet, die 1937 bis Niederkirchen in Betrieb genommen und 1938 bis Schwarzerden durchgebunden wurde. Die Stadt Ottweiler wurde zum südlichen Endpunkt dieser Strecke und damit zu einem wichtigen Verkehrsknotenpunkt. Um dem nachzukommen, wurde das Empfangsgebäude geringfügig umgebaut und ein Inselbahnsteig eingerichtet, der durch eine Unterführung mit dem Hauptgleis verbunden ist. Der Personenverkehr (ÖPNV) auf der Strecke wurde 1980 eingestellt.
Der Bahnhof ist heute noch in Betrieb. Er wird täglich von etwa 1300 Bahnreisenden auf werktags 100 Zugverbindungen genutzt. Verbindungen bestehen halbstündlich nach Saarbrücken und Sankt Wendel, stündlich nach Neubrücke, Idar-Oberstein und Mainz sowie zweistündlich nach Frankfurt am Main. Daneben existiert eine Museumsbahn nach Schwarzerden, die vom Arbeitskreis Ostertalbahn (AkO) e.V. geführt wird. Nachdem das Bahnsteiggleis 3 von der DB 1992 abgebaut worden war, hat der Landkreis St. Wendel als Eisenbahninfrastrukturunternehmen für die Ostertalbahn 2004 an Gleis 4 einen neuen Bahnsteig errichtet.
Im Oktober 2024 begann die Modernisierung des Bahnhofes, in der bis Ende 2025 die Bahnsteige barrierefrei ausgebaut werden sollen, die geplanten Kosten betragen 11,7 Millionen Euro.